# Teklivka, Șarhorod
Teklivka (în ucraineană Теклівка) este un sat în comuna Lozova din raionul Șarhorod, regiunea Vinnița, Ucraina.

## Demografie
Componența lingvistică a localității Teklivka
     Ucraineană (100%)
Conform recensământului din 2001, toată populația localității Teklivka era vorbitoare de ucraineană (100%).